# Comuna Mala Vilșanka, Vilșanka
Mala Vilșanka (în ucraineană Мала Вільшанка) este o comună în raionul Vilșanka, regiunea Kirovohrad, Ucraina, formată din satele Mala Vilșanka (reședința) și Obrocine.

## Demografie
Componența lingvistică a comunei Mala Vilșanka
     Ucraineană (78,08%)
     Bulgară (7,64%)
     Română (6,65%)
     Alte limbi (1,98%)
Conform recensământului din 2001, majoritatea populației comunei Mala Vilșanka era vorbitoare de ucraineană (78,08%), existând în minoritate și vorbitori de bulgară (7,64%), română (6,65%) și armeană (1,48%).

## Vezi și
- Românii de la est de Nistru